# 37840 Gramegna
37840 Gramegna è un asteroide della fascia principale. Scoperto nel 1998, presenta un'orbita caratterizzata da un semiasse maggiore pari a 2,3857050 au e da un'eccentricità di 0,1498929, inclinata di 5,35077° rispetto all'eclittica.
L'asteroide è dedicato alla matematica italia Maria Gramegna.